# The Miz
Michael Gregory "Mike" Mizanin (sinh ngày 8 tháng 10 năm 1980) là một đô vật người Mỹ, ngôi sao truyền hình thực tế và là một diễn viên. Anh hiện đang đấu vật ở WWE với cái tên The Miz.

## Sự nghiệp đấu vật
Chức vô địch gần nhất của The Miz (tính đến đầu tháng 4) là WWE Champion. Ngay sau khi Drew Mclntyre thắng trận Elimination Chamber năm 2021, Mizanin đã dùng bản giao kèo Money in the bank để hạ gục nhà cựu vô địch WWE khi Drew đã quá kiệt sức khi một mình đánh bại hết tất cả 5 đối thủ trong "chiếc lồng thép". Tiếp đó, anh chỉ giữ đai một thời gian ngắn khi có mối thù với Bobby Lashley và đã bị "The All Mighty" giành đai một cách dễ dàng trong trận "Lumberjack"

## Biệt danh
- "The Hollywood A-Lister" (Ngôi sao Hollywood hạng A)